# Grand Prix Itálie 1998
Grand Prix Itálie 1998 (LXIX Gran Premio Vodafone d'Italia), 14. závod 49. ročníku mistrovství světa jezdců Formule 1 a 40. ročníku poháru konstruktérů, historicky již 628. grand prix, se již tradičně odehrála na okruhu v Monze.

## Výsledky

### Kvalifikace
| Pořadí | Číslo | Pilot                 | Konstruktér           | Čas      | Odstup |
| ------ | ----- | --------------------- | --------------------- | -------- | ------ |
| 1      | 3     | Michael Schumacher    | Ferrari               | 1:25.289 |        |
| 2      | 1     | Jacques Villeneuve    | Williams - Mecachrome | 1:25.561 | +0.272 |
| 3      | 8     | Mika Häkkinen         | McLaren - Mercedes    | 1:25.679 | +0.390 |
| 4      | 7     | David Coulthard       | McLaren - Mercedes    | 1:25.987 | +0.698 |
| 5      | 4     | Eddie Irvine          | Ferrari               | 1:26.159 | +0.870 |
| 6      | 10    | Ralf Schumacher       | Jordan - Mugen-Honda  | 1:26.309 | +1.020 |
| 7      | 6     | Alexander Wurz        | Benetton - Playlife   | 1:26.567 | +1.278 |
| 8      | 14    | Jean Alesi            | Sauber - Petronas     | 1:26.637 | +1.348 |
| 9      | 11    | Olivier Panis         | Prost - Peugeot       | 1:26.681 | +1.392 |
| 10     | 12    | Jarno Trulli          | Prost - Peugeot       | 1:26.794 | +1.505 |
| 11     | 5     | Giancarlo Fisichella  | Benetton - Playlife   | 1:26.817 | +1.528 |
| 12     | 2     | Heinz-Harald Frentzen | Williams - Mecachrome | 1:26.836 | +1.547 |
| 13     | 18    | Rubens Barrichello    | Stewart - Ford        | 1:27.247 | +1.958 |
| 14     | 9     | Damon Hill            | Jordan - Mugen-Honda  | 1:27.362 | +2.073 |
| 15     | 15    | Johnny Herbert        | Sauber - Petronas     | 1:27.510 | +2.221 |
| 16     | 17    | Mika Salo             | Arrows                | 1:27.744 | +2.455 |
| 17     | 19    | Jos Verstappen        | Stewart - Ford        | 1:28.212 | +2.923 |
| 18     | 20    | Ricardo Rosset        | Tyrrell - Ford        | 1:28.286 | +2.997 |
| 19     | 21    | Toranosuke Takagi     | Tyrrell - Ford        | 1:28.346 | +3.057 |
| 20     | 16    | Pedro Diniz           | Arrows                | 1:28.387 | +3.098 |
| 21     | 22    | Šindži Nakano         | Minardi - Ford        | 1:29.101 | +3.812 |
| 22     | 23    | Esteban Tuero         | Minardi - Ford        | 1:29.417 | +4.128 |

### Závod
| Pořadí | Číslo | Jezdec                | Konstruktér         | Kola | Čas/odstoupení | Start | Body |
| ------ | ----- | --------------------- | ------------------- | ---- | -------------- | ----- | ---- |
| 1      | 3     | Michael Schumacher    | Ferrari             | 53   | 1:17:09.672    | 1     | 10   |
| 2      | 4     | Eddie Irvine          | Ferrari             | 53   | +37.977        | 5     | 6    |
| 3      | 10    | Ralf Schumacher       | Jordan-Mugen-Honda  | 53   | +41.152        | 6     | 4    |
| 4      | 8     | Mika Häkkinen         | McLaren-Mercedes    | 53   | +55.671        | 3     | 3    |
| 5      | 14    | Jean Alesi            | Sauber-Petronas     | 53   | +1:01.872      | 8     | 2    |
| 6      | 9     | Damon Hill            | Jordan-Mugen-Honda  | 53   | +1:06.688      | 14    | 1    |
| 7      | 2     | Heinz-Harald Frentzen | Williams-Mecachrome | 52   | +1 kolo        | 12    |      |
| 8      | 5     | Giancarlo Fisichella  | Benetton-Playlife   | 52   | +1 kolo        | 11    |      |
| 9      | 21    | Toranosuke Takagi     | Tyrrell-Ford        | 52   | +1 kolo        | 19    |      |
| 10     | 18    | Rubens Barrichello    | Stewart-Ford        | 52   | +1 kolo        | 13    |      |
| 11     | 23    | Esteban Tuero         | Minardi-Ford        | 51   | +2 kola        | 22    |      |
| 12     | 20    | Ricardo Rosset        | Tyrrell-Ford        | 51   | +2 kola        | 18    |      |
| 13     | 12    | Jarno Trulli          | Prost-Peugeot       | 50   | +3 kola        | 10    |      |
| Ret    | 19    | Jos Verstappen        | Stewart-Ford        | 39   | Převodovka     | 17    |      |
| Ret    | 1     | Jacques Villeneuve    | Williams-Mecachrome | 37   | Vyjetí z trati | 2     |      |
| Ret    | 17    | Mika Salo             | Arrows              | 32   | Plynový pedál  | 16    |      |
| Ret    | 6     | Alexander Wurz        | Benetton-Playlife   | 24   | Převodovka     | 7     |      |
| Ret    | 7     | David Coulthard       | McLaren-Mercedes    | 16   | Motor          | 4     |      |
| Ret    | 11    | Olivier Panis         | Prost-Peugeot       | 15   | Vibrace        | 9     |      |
| Ret    | 22    | Šindži Nakano         | Minardi-Ford        | 13   | Motor          | 21    |      |
| Ret    | 15    | Johnny Herbert        | Sauber-Petronas     | 12   | Vyjetí z trati | 15    |      |
| Ret    | 16    | Pedro Diniz           | Arrows              | 10   | Vyjetí z trati | 20    |      |

## Průběžné pořadí šampionátu
Pohár jezdců
| Pořadí | Jezdec             | Body |
| ------ | ------------------ | ---- |
| 1      | Mika Häkkinen      | 80   |
| 2      | Michael Schumacher | 80   |
| 3      | David Coulthard    | 48   |
| 4      | Eddie Irvine       | 38   |
| 5      | Jacques Villeneuve | 20   |

Pohár konstruktérů
| Pořadí | Konstruktér         | Body |
| ------ | ------------------- | ---- |
| 1      | McLaren-Mercedes    | 128  |
| 2      | Ferrari             | 118  |
| 3      | Benetton-Playlife   | 32   |
| 4      | Jordan-Mugen-Honda  | 31   |
| 5      | Williams-Mecachrome | 30   |